# Eurylabus quadratus
Eurylabus quadratus är en stekelart som beskrevs av Tohru Uchida 1926. Eurylabus quadratus ingår i släktet Eurylabus och familjen brokparasitsteklar. Inga underarter finns listade i Catalogue of Life.